# Lollipop (Param Pam Pam)
Lollipop (Param Pam Pam) è il primo singolo lanciato dalla cantante rumena Alexandra Stan nel 2009, estratto dal suo album di debutto Saxobeats. Ricorre alla melodia del brano Fergalicious di Fergie. Il brano rese la cantante conosciuta nel suo paese d'origine e di fatto il singolo venne promozionato in vari showcase locali. 
Nel resto del mondo il brano fu lanciato come terzo singolo dopo Mr. Saxobeat e Get Back (ASAP), nei mesi in concomitanza con la pubblicazione dell'album d'esordio Saxobeats.

## Video
Nel video compaiono la cantante e altre due ragazze abbigliate con minigonna e reggiseno, mentre cantano e ballano. Occasionalmente Alexandra Stan è ritratta mentre lecca il "lollipop" (lecca-lecca) eponimo della canzone; sullo sfondo nero lampeggiano le parole del testo.

## Classifiche
| Classifica (2010) | Posizione massima |
| ----------------- | ----------------- |
| Romania           | 58                |

## Date di pubblicazione
| Paese       | Data             | Etichetta     |
| ----------- | ---------------- | ------------- |
| Romania     | 16 dicembre 2009 | MAAN Music    |
| Stati Uniti | 31 maggio 2011   | Ultra         |
| Canada      | 31 maggio 2011   | Ultra         |
| Germania    | 9 settembre 2011 | Prime         |
| Giappone    | 14 dicembre 2011 | Play On, Jeff |